# Columna Eixea-Uribe
La Columna Eixea-Uribe fue una unidad de milicias que operó al comienzo de la Guerra Civil Española.

## Historia
Fue creada en el verano de 1936, tras el estallido de la guerra civil. Originalmente se la conoció como «columna Pérez-Uribe», estando mandada por el diputado José Antonio Uribes y con la asesoría militar del comandante José Pérez Martínez. Estuvo compuesta por milicianos procedentes de Cuenca y Valencia, entre los cuales destacaron los afiliados a la JSU. Posteriormente pasó a estar mandada por el teniente coronel Manuel Eixea Vilar, adoptando su nombre definitivo. La columna actuó en el frente de Teruel junto a otras unidades de milicias. A partir de agosto de 1936 intervino en combate, quedando situada en el sector de Cubla-Villel-Bezas. En diciembre la columna participó junto a otras unidades republicanas en una ofensiva sobre Teruel, que fracasó estrepitosamente.
Tras su militarización, a partir de sus efectivos se crearían las brigadas mixtas 57.ª y 58.ª del Ejército Popular.